# فرانك بيترسون
فرانك بيترسون (بالسويدية: Frank Pettersson)‏ (13 فبراير 1984 ستوكهولم السويد - ) هو لاعب كرة قدم سويدي، يلعب كحارس مرمى.

## روابط خارجية
- فرانك بيترسون على موقع اتحاد السويد (السويدية)
- فرانك بيترسون على موقع قاعدة بيانات كرة القدم.إي يو (الإنجليزية)